# Србистика
Србистика, академска дисциплина у оквиру славистике која се бави проучавањемсрпског језика, српске књижевности, историје и културе. Унутар славистике припада јужнословенској подгрупи.

## Историјат
У развоју србистике могу се издвојити три периода: период настанка и почетног развоја (19. век), србистика током СФР Југославије и период обнове србистике (од почетка 90-их 20. века до данас).

### Настанак (19. век)
Србистика је као дисциплина конституисана почетком 19. века кад и друге сродне дисциплине, попут полонистике, бохемистике и словенистике. Главни заступници србистике били су: Вук Стефановић Караџић, Павел Јозеф Шафарик, Александар Пипин, Стојан Новаковић, Љубомир Стојановић итд.

### Након Новосадског договора
Након Новосадског договора из 1954. настала је сербокроатистика, дисциплина о српскохрватском језику, и југославистика, дисциплина о југословенској књижевности. У време сербокроатистике, Срби су имали своје филологе, али нису имали националну филологију. Главни заступници сербокроатистике су: Ватрослав Јагић, Иван Броз, Томо Маретић, Александар Белић, Павле Ивић и њихови следбеници.

### Обнављање
Прве идеје о обнављању србистике почињу књигом Ћирилица на раскршћу векова (1991). Године 1997. основан је Покрет за обнову србистике, 1998. покренут часопис Србистика/Serbica и објављено Слово о српском језику, а књигом Нови Рат за српски језик и правопис (2001) постављени су темељи обновљене србистике.
Представници обновљене србистике су: Радмило Маројевић, Милош Ковачевић, Петар Милосављевић, Божо Ћорић, Милосав Чаркић, Милорад Симић, Михаило Шћепановић, Андреј Стојановић, Предраг Драгић, Јелица Стојановић, Мирољуб Јоковић, Душко Певуља, Тиодор Росић итд.

## У филологији
Као филолошки термин има двојаки садржај. У ширем смислу, србистика је област филологије која се бави српским језиком, књижевношћу и фолклором (усмено народно стваралаштво), рачунајући методику наставе тих дисциплина и проучавање српске културе говора и комуникације носилаца српског језика с носиоцима других језика. У ужем смислу означава науку о српском језику у његовој историји и његовом савременом тренутку — лингвистичка србистика. Србистика је саставни део славистике.